# Mamma Roma
Mamma Roma is een Italiaanse dramafilm uit 1962 onder regie van Pier Paolo Pasolini.

## Verhaal
Een Romeinse prostituee wil een nieuw leven beginnen. Ze koopt een groentekraampje en ze haalt haar zoon Ettore op van het platteland om bij haar te wonen. Ze draagt Ettore op handen, maar hij wil niet werken of studeren. Bovendien wordt hij verliefd op een jonge prostituee.

## Rolverdeling
| Acteur              | Personage           |
| ------------------- | ------------------- |
| Anna Magnani        | Mamma Roma          |
| Ettore Garofolo     | Ettore              |
| Franco Citti        | Carmine             |
| Silvana Corsini     | Bruna               |
| Luisa Loiano        | Biancofiore         |
| Paolo Volponi       | Priester            |
| Luciano Gonini      | Zacaria             |
| Vittorio La Paglia  | Mijnheer Pellissier |
| Piero Morgia        | Piero               |
| Franco Ceccarelli   | Carletto            |
| Marcello Sorrentino | Tonino              |
| Sandro Meschino     | Pasquale            |
| Franco Tovo         | Augusto             |
| Pasquale Ferrarese  | Lino                |
| Leandro Santarelli  | Begalo              |